# Altrincham (stacja kolejowa)
Altrincham – stacja kolejowa w Altrincham położona przy Stamford New Road. Otwarta została 3 kwietnia 1881 roku. Na stacji znajdują się cztery perony w tym dwa (pierwszy i drugi) obsługiwane przez szybkie tramwaje.
| Altrincham |  |                 |
| Linia      |  |                 |
| Hale       |  | Navigation Road |